# Sebastián Ruiz
Pour les articles homonymes, voir Ruiz.
Ruiz  Terán est un nom espagnol. Le premier nom de famille, en général paternel, est Ruiz ; le second, en général maternel, souvent omis, est Terán.
Sebastián Ruiz Terán, né le 9 avril 2004, est un coureur cycliste mexicain.

## Biographie
Sebastián Ruiz est originaire de Basse-Californie, un État situé au nord-ouest du Mexique. Dans les catégories de jeunes, il prend part à des compétitions sur route et sur piste. Il devient notamment champion national à de multiples reprises,,. Son frère cadet Juan Carlos a lui aussi été coureur cycliste. 
En 2023, il est sacré champion du Mexique de poursuite individuelle chez les élites. La même année, il termine deuxième de la poursuite par équipes aux Jeux d'Amérique centrale et des Caraïbes, avec la délégation mexicaine. Il dispute également ses premières compétitions européennes sur route avec le Start Cycling Team. Sebastián Ruiz intègre ensuite le club saint-marinais A.R. Monex, qui accueille principalement des cyclistes mexicains. Sous les couleurs de cette formation, il participe à diverses courses internationales en 2024. 
En mars 2025, il se classe troisième du Gran Premio della Possenta, chez les amateurs italiens.

## Palmarès sur piste

### Jeux d'Amérique centrale et des Caraïbes
- San Salvador 2023
  -  Médaillé d'argent de la poursuite par équipes

### Championnats nationaux
- 2023
  -  Champion du Mexique de poursuite
  - 2e du championnat du Mexique de poursuite par équipes
  - 3e du championnat du Mexique de l'élimination

## Palmarès sur route
- 2025
  - 3e du Gran Premio della Possenta